# While You Were Sleeping (televisieserie uit 2017)
While You Were Sleeping (Hangul: 당신이 잠든 사이에; Dangsini jamdeun saie) is een Zuid-Koreaanse dramaserie die van 27 september tot 16 november 2017 door SBS wordt uitgezonden, met in de hoofdrollen Lee Jong-suk, Bae Suzy, Jung Hae-in, Lee Sang-yeob en Ko Sung-hee.

## Rolverdeling
- Lee Jong-suk - Jung Jae-chan
- Bae Suzy - Nam Hong-joo
- Lee Sang-yeob - Lee Yoo-bum
- Jung Hae-in - Han Woo-tak
- Ko Sung-hee - Shin Hee-min